# گوا تی لن
گوا تی لن (انگلیسی: Quách Thị Lan؛ زادهٔ ۱۸ اکتبر ۱۹۹۵) ورزشکار دو و میدانی اهل ویتنام است.
وی در مسابقات کشوری و بین‌المللی در مجموع برندهٔ ۳ مدال طلا و ۵ مدال نقره شده‌است.